# 長崎バス常盤町営業所
長崎バス常盤町営業所（ながさきバスときわまちえいぎょうしょ）は、かつて長崎県長崎市大浦町1番32号に存在した、長崎自動車の営業所である。

## 沿革
- 1938年（昭和13年）1月 大波止本社1階に大波止営業所が開設される[1]。
- 1966年（昭和41年）10月22日 長崎自動車本社を茂里町から新地町へ移転したのと同時に大波止営業所を移転して開設[1]。
- 1978年（昭和53年）3月1日 松ヶ枝営業所へ一部業務を分離する[1]。
- 2002年（平成12年）4月8日 松ヶ枝営業所に業務を移管[2]。
- 2002年（平成12年）4月29日 常盤町営業所が廃止される[2]。

## 概要
長崎自動車本社が新地町に移転した際、それまで常盤町にあった観光センターを旧本社の茂里町へと移転させ、それに伴い大波止営業所を移管する形で旧観光センター跡地に開設されたのが当営業所である。長崎新地ターミナルに最も近い営業拠点として運用された。2002年に廃止された後、跡地は売却されて分譲マンションが建っている。

## 廃止時点での担当路線
- 女の都・三川町方面
- 満永・長与方面

路線は全て松ヶ枝営業所に移管された。この際、それまで松ヶ枝営業所が担当していた主な運行業務は玉突き形式で新設の桜の里営業所に移管されている。